# Ludwik Pius Bartosik
Ludwik Pius Bartosik (21 de agosto de 1909 - 13 de dezembro de 1941) foi um frade franciscano polonês, nascido em Kokanin. Foi martirizado em 1941 e beatificado como um dos 108 Mártires da Segunda Guerra Mundial pelo Papa João Paulo II em 13 de junho de 1999. Seu dia de festa é 12 de junho.

## Vida
Ludwik Pius Bartosik nasceu em 21 de agosto de 1909 na cidade Kokanin (perto de Kalisz), sua família era pobre e aos dezessete anos ingressou na Ordem dos Frades Menores Conventuais, recebendo o nome religioso de Pio Maria. Depois de terminar o noviciado em Kalwaria, começou a estudar teologia em Cracóvia. Foi ordenado sacerdote em 1935 e um ano depois começou a trabalhar com São Maximiliano Maria Kolbe, atuando simultaneamente como editor de três revistas na Milícia da Imaculada: "Cavaleiro da Imaculada", "Rycerzyk" (revista juvenil) e a publicação trimestral "Milles Inmmaculate".
Em 19 de setembro de 1939, ele foi detido e encarcerado nos campos de Lamsdorf , Amtitz e Ostrzeszów. Em 17 de fevereiro de 1941 ele foi preso pela Gestapo junto com São Maximiliano Kolbe e levado para Pawiak. Foi transportado para o campo de concentração alemão em Auschwitz como prisioneiro número 12832.
No campo, ele foi espancado e abusado repetidamente pelo fato de fornecer ajuda espiritual aos seus companheiros de prisão. Ele morreu no hospital do campo na noite de 12 a 13 de dezembro de 1941. Depois de três meses nos acampamentos, seu lema era a seguinte afirmação: "Até agora, temos escrito e dito aos outros como suportar o sofrimento - agora temos que passar por isso nós mesmos, caso contrário, quanto valeriam nossas palavras ”.
Em 1999, o Papa João Paulo II o beatifica em Varsóvia, juntamente com os 108 mártires da Segunda Guerra Mundial.